# Чаг-е Мірза-Гасан
Чаг-е Мірза-Гасан (перс. چاه ميرزاحسن) — село в Ірані, у дегестані Бакерабад, в Центральному бахші, шахрестані Магаллат остану Марказі. За даними перепису 2006 року, його населення становило 30 осіб, що проживали у складі 8 сімей.